# Abbasa
Abbasa, född 765, död 803, var dotter till kalifen al-Mahdi och halvsyster till kalifen Harun al-Rashid.
Enligt sägnen blev hon av sin bror given i skenäktenskap åt barmakiden Djafar, vars död enligt samma sägen var en följd av Haruns upptäckt, att en verklig kärleksförbindelse uppstått.